# Mučenec
Mučenec je človek, ki je zaradi pripadnosti neki religiji ali družbeni skupini ujet, mučen in umorjen bodisi po obsodbi ali brez nje in ta religija ali družbena skupina ohranja spomin nanj in ga ima za vzor. 

## Krščanstvo
V krščanstvu so mučenci prišteti med svetnike. Sočasna poročila o njihovi smrti se imenujejo acta ali passiones, kasneje se o njihovem življenju in smrti oblikujejo legende. Posmrtni ostanki mučencev se imenujejo relikvije. Ker so kristjani že v prvih stoletjih obhajali bogoslužje na grobovih mučencev, je še danes predpisano, da se v katoliških cerkvah v oltar pri posvetitvi položi tudi relikvija. Med najbolj znanimi krščanskimi mučenci so iz časa Dioklecijanovih preganjanj sv. Jurij, sv. Cecilija, iz sodobnejših časov pa sv. Maksimilijan Kolbe.

## Slovenija
Prvi slovenski od Cerkve razglašeni mučenec je Lojze Grozde‎; tudi med Drinskimi mučenkami sta dve Slovenki. 